# Ninoxe de Cebu
Ninox rumseyi
 (octobre 2012).
Si vous disposez d'ouvrages ou d'articles de référence ou si vous connaissez des sites web de qualité traitant du thème abordé ici, merci de compléter l'article en donnant les références utiles à sa vérifiabilité et en les liant à la section « Notes et références ».
Espèce
Statut de conservation UICN

VUB1ab(ii,iii,v); C2a(ii) : Vulnérable
La Ninoxe de Cebu (Ninox rumseyi) est une espèce d'oiseaux de la famille des Strigidae.

## Description
Ninox rumseyi est une chouette de taille moyenne à grande, avec de longs tarses et un bec relativement petit. La tête est arrondie. Elle est nettement barrée dessus, peu marquée ou uniforme dessous, avec le bas-ventre blanchâtre.
Ses touffes auriculaires sont courtes. Elle possède des sourcils blancs nets. La gorge blanche contraste avec les couvertures parotiques sombres et est limitée de noir. Le dessus est fortement barré de brun sombre et de chamois. La couronne est fortement barrée de bandes pâles. Les taches sur les scapulaires sont presque toutes blanches. Le dessous chamois-rosâtre est faiblement marqué et tacheté. L'iris est jaune pâle à citron. Le bec et la cire sont olive pâle. Les pattes sont jaune vif, les serres sont noires.

## Comportement
Les vocalises sont constituées de strophes moyennement aiguës lancées rapidement et de façon irrégulière.

## Répartition
Cette espèce vit aux Philippines, sur l'île de Cebu.

## Protection
Sa population actuelle est stable mais est seulement composée de 250 à 999 individu confinés sur une même île. Ce qui lui a valu le statut de conservation UICN Vulnérable